# Otto Bartkowiak
Otto Bartkowiak (ur. 5 listopada 1941) – polski kierowca wyścigowy i rajdowy.

## Kariera
W 1962 roku uzyskał licencję kierowcy rajdowego i wyścigowego. W tym samym roku zadebiutował w wyścigach, kiedy to wygrał Błękitną Wstęgę Serpentyn Ojcowa. W 1963 roku zadebiutował w Rajdzie Polski, zaś rok później w WSMP, zdobywając tytuł wicemistrzowski w klasyfikacji formuły wolnej. W 1967 roku ponownie został wicemistrzem, rywalizując Rakiem. W 1968 roku zajął ósme miejsce oraz trzecie w klasie 2 w Rajdzie Tysiąca Jezior. W 1973 roku ponownie został wyścigowym wicemistrzem Polski, zaś rok później zdobył mistrzostwo. W latach 1977–1978 ponownie był wicemistrzem. W 1980 roku zdobył kolejny tytuł mistrzowski. Po 1980 roku zakończył karierę sportową. Powrócił do ścigania w latach 90., rywalizując w Pucharze Cinquecento i Pucharze Renault Mégane.
Został uhonorowany Złotą Odznaką Automobilklubów Polskich i Złotą Odznaką Polskiego Związku Motorowego. Otrzymał również tytuł Mistrza Sportu.